# Verkiezingen voor het Europees Parlement 2014/Kandidatenlijst/PS
Dit is de kandidatenlijst voor de Belgische Parti Socialiste voor de Europese verkiezingen van 2014. De verkozenen staan vetgedrukt.

## Effectieven
1. Marie Arena
2. Marc Tarabella
3. Hugues Bayet
4. Clio Brzakala
5. Louison Renault
6. Carine Delfanne
7. Julienne Mpemba
8. Amaury Caprasse

## Opvolgers
1. Franco Seminara
2. Faouzia Hariche
3. Daniel Van Daele
4. Duygu Celik
5. Céline Meersman
6. Michel Jadot